# Siméon Denis Poisson
Pour les articles homonymes, voir Poisson (homonymie).
Siméon Denis Poisson (21 juin 1781 à Pithiviers - 25 avril 1840 à Sceaux) est un mathématicien, géomètre et physicien français.
Sa contribution la plus essentielle concerne l’électricité et le magnétisme qu’il contribua à fonder mais il eut également une influence en astronomie, notamment sur l’attraction des planètes.

## Biographie

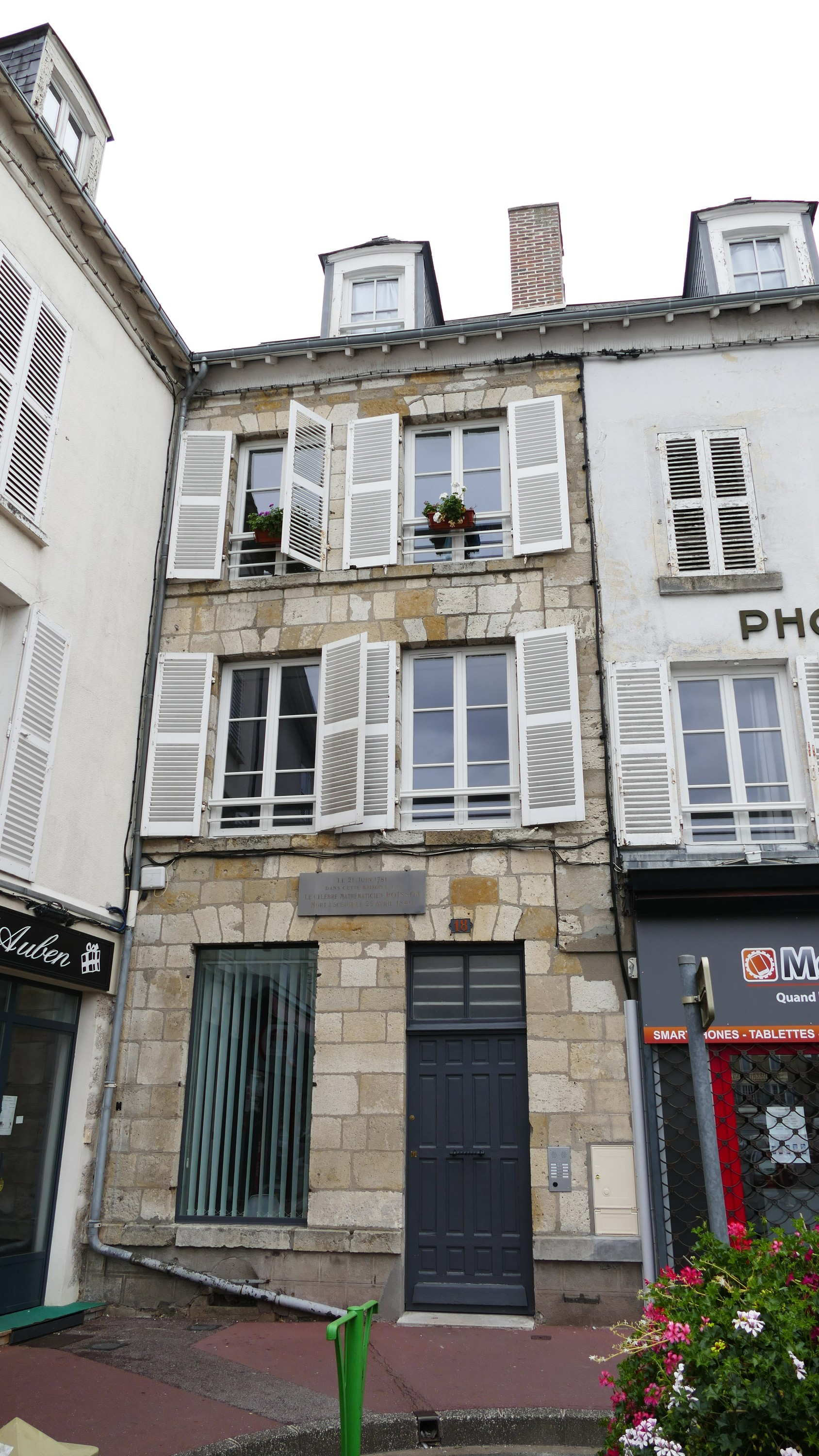
Maison natale à Pithiviers.

Son père servait comme simple soldat lors des guerres du Hanovre mais, dégoûté par le mauvais traitement qu’il reçut des officiers nobles, il déserta. À peu près à l’époque de la naissance de son fils, il occupait divers postes administratifs et semble avoir été à la tête du gouvernement local pendant la période révolutionnaire.
Siméon Denis fut envoyé d’abord chez son oncle, un chirurgien à Fontainebleau, et commença à prendre des leçons sur le saignement et les enflures, mais fit peu de progrès. Ayant montré des signes de talent précoce comme mathématicien, il fut envoyé à l’École centrale de Fontainebleau, et eut la chance d’avoir un enseignant aimable et sympathique, M. Billy, qui, quand il s’aperçut rapidement que son élève dépassait son maître, se dévoua pour apprendre les branches plus difficiles afin de le suivre et l'encourager, et prédit sa célébrité à venir en utilisant ces vers de Jean de La Fontaine :

« Petit Poisson deviendra grand 
   Pourvu que Dieu lui prête vie. »

En 1798, il entra à l’École polytechnique à Paris et immédiatement il attira l’attention des professeurs qui le laissèrent suivre les cours comme il le souhaitait.
Deux ans plus tard, il publia deux mémoires, l’un sur la méthode d’élimination d’Étienne Bézout, l’autre sur le nombre des intégrales d’une équation de différences finies. Ce dernier fut examiné par Sylvestre-François Lacroix et Adrien-Marie Legendre, qui recommandèrent qu’il soit publié dans le Recueil des savants étrangers, un honneur exceptionnel pour un jeune de dix-huit ans. Ce succès procura instantanément à Poisson une entrée dans les cercles scientifiques. Joseph-Louis Lagrange, dont il suivit les lectures sur la théorie des fonctions, reconnut son talent et devint son ami ; tandis que Laplace le considérait presque comme son fils. Le reste de sa carrière fut consacré à l’enseignement et à la publication de nombreuses recherches.
Dès qu’il obtint son diplôme de l’École polytechnique, il fut nommé répétiteur et il était fréquent qu’il soit chargé d’expliquer les problèmes les plus ardus. Il devint professeur suppléant en 1802 puis complet en 1806 succédant à Jean-Baptiste Joseph Fourier, qui alla à Grenoble comme préfet nommé par Napoléon. En 1808, il devint astronome au bureau des longitudes ; et quand la faculté des sciences de Paris fut instituée en 1809, il y fut nommé professeur de mécanique rationnelle. En 1812, il fut nommé membre de l’Institut et succéda à Adrien-Marie Legendre comme examinateur des élèves de l'artillerie. En 1815, il était examinateur à l’École militaire de Saint-Cyr et succède à Sylvestre-François Lacroix comme examinateur permanent de mathématiques à l’École polytechnique. Il fut conseiller à l’université en 1820 et géomètre au bureau des longitudes en remplacement de Laplace en 1827. Remplacé par Arago en 1820, il fut rétabli dans l'emploi d'examinateur du corps royal d'artillerie en 1822.
En 1817, il épousa Nancy de Bardi. Pendant le Premier Empire, Poisson adhéra au principe familial de la république et refusa de prêter serment à Napoléon. Il devint un légitimiste pendant la Restauration et il fut même difficile de le convaincre de ne pas militer politiquement. Il fut élevé à la dignité de baron en 1821 mais il n’utilisa jamais ce titre. Après la révolution de 1830, il faillit perdre cet honneur mais, grâce à François Arago, il obtint une invitation à dîner au Palais-Royal où il fut chaleureusement accueilli par le roi citoyen qui se « souvenait » de lui. Sept années plus tard, il fut fait pair de France comme représentant de la science française. La Royal Society lui décerna la médaille Copley en 1832.
En tant que membre de l'Académie des sciences, il fut chargé en 1831 avec Lacroix d'examiner le mémoire d'Évariste Galois, Mémoire sur les conditions de résolubilité d'une équation par radicaux, que le jeune mathématicien avait d'ailleurs probablement présenté sur les conseils de Poisson. Poisson et Lacroix rendirent le 4 juillet un rapport défavorable à la publication du mémoire, qui, entre autres, déplorait son manque de clarté. Ce rapport révolta Galois, et ses auteurs furent parfois jugés sévèrement après que les travaux de Galois furent reconnus. Cependant le rapport n'était pas un refus définitif, mais se terminait par un encouragement à l'auteur de développer sa théorie. L'analyse des pratiques de l'Académie des sciences à cette époque confirme que la réponse de Poisson et Lacroix pouvait être vue comme un encouragement : en 1831 il n'y avait aucun rapport pour plus de deux travaux déposés sur trois, le simple fait de publier un rapport défavorable, mais relativement circonstancié était une marque d'intérêt.
Selon Arago, Poisson avait l'habitude de dire « La vie n'est bonne qu'à deux choses : à faire des mathématiques et à les professer. »
Il est inhumé au cimetière du Père-Lachaise (19e division).

## Œuvre

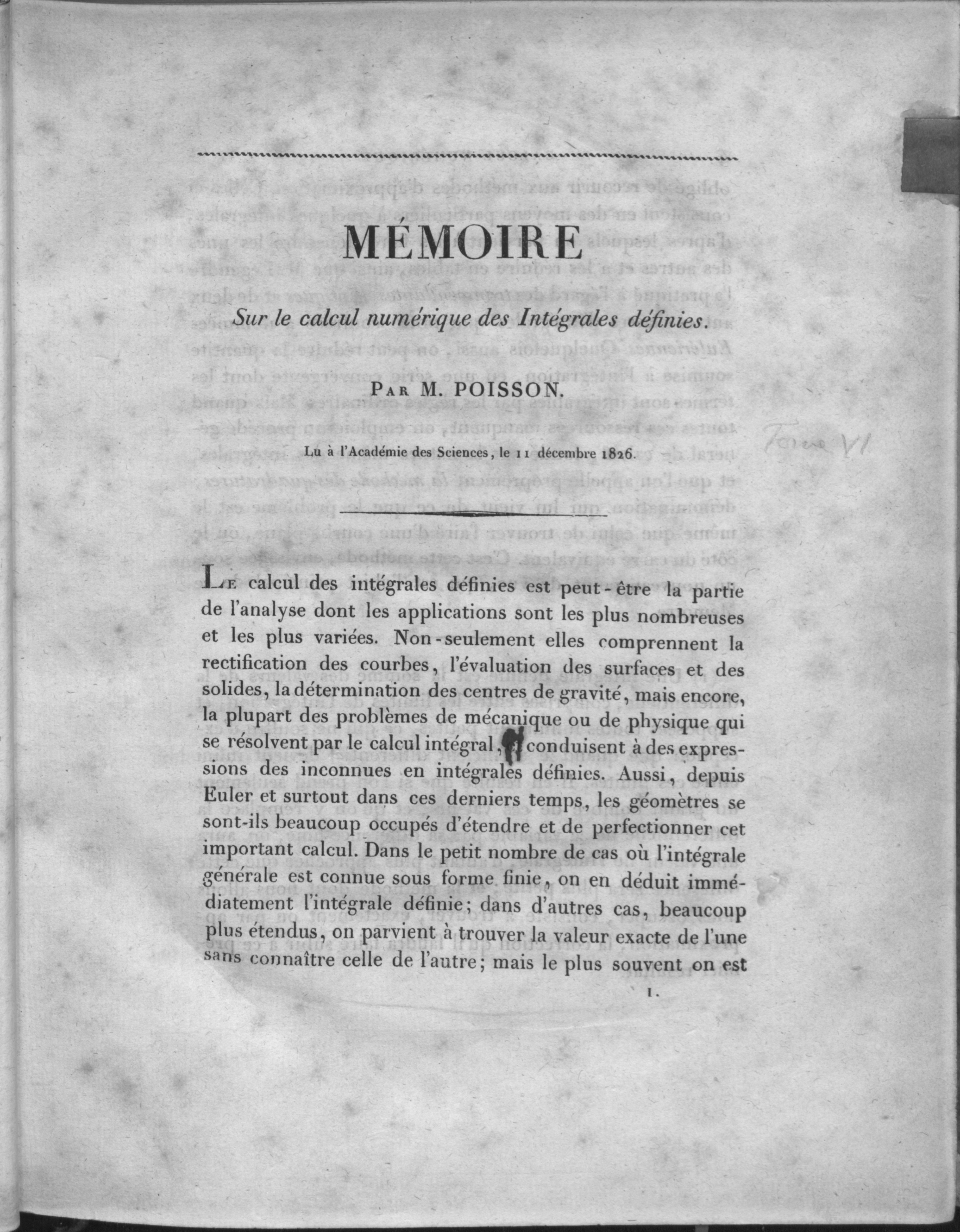
Mémoire sur le calcul numerique des integrales définies, 1826.

Son œuvre est immense et touche à beaucoup de branches des mathématiques et de la physique.

### Physique
Sa contribution la plus essentielle concerne l’électricité et le magnétisme qu’il contribua à fonder mais il eut également une influence en astronomie, notamment sur l’attraction des planètes :
- sur les inégalités séculaires des moyens mouvements des planètes ;
- sur la variation des constantes arbitraires dans les questions de mécanique ;
- sur le mouvement de la Terre autour de son centre de gravité ;
- sur la théorie des variations des éléments des planètes, et en particulier des variations des grands axes de leurs orbites.

Il fit une correction célèbre de l’équation différentielle de Laplace au second degré pour le potentiel, de nos jours appelée l’équation de Poisson ou l’équation de la théorie du potentiel publiée en 1813.
Les deux mémoires sur le sujet de Poisson sont Sur l'attraction des sphéroïdes (Connaiss. des temps, 1829), et Sur l'attraction d'un ellipsoïde homogène (Mém. de l'Acad., 1835).
C'est aussi dans son Traité de mécanique, qu'il introduit le coefficient qui porte son nom et qui est un des éléments fondamentaux de la théorie de l'élasticité. Il a démontré à l'aide de la théorie moléculaire que ce coefficient devait avoir une valeur égale à 0,25. Valeur confirmée par les mesures puisque la plupart des métaux possèdent un coefficient de Poisson proche de 0,3.
Parmi ses présentations de physique, il publia également sa théorie des ondes (Mém. de l'Acad., 1825) et son Mémoire sur la théorie du magnétisme en mouvement (Mém. de l'Acad., 1823).

### Mathématiques
En mathématique, ses travaux les plus importants portent sur la série sur les intégrales définies et sa discussion sur les séries de Fourier, qui préparèrent le terrain des recherches classiques de Dirichlet et Bernhard Riemann sur le même sujet ; elles peuvent être trouvées dans le Journal de l’École polytechnique de 1813 à 1823, et dans ses Mémoires de l'Académie pour 1823 (Mem. de l'Acad., 1823).
Il étudia aussi les intégrales de Fourier.
Nous pouvons aussi mentionner son essai sur le calcul des variations (Mém. de l'Acad., 1833), et ses mémoires sur la probabilité des moindres résultats des observations (Connaiss. des temps, 1827).
La loi de Poisson dans la théorie des probabilités porte son nom.
Dans son Traité de mécanique (2 vol., 1811 et 1833), écrit dans le style de Laplace et Lagrange, et qui fut longtemps l'ouvrage de référence, il introduisit de nombreuses innovations, comme une utilisation explicite de coordonnées liées à l'impulsion :
qui influencèrent les travaux de William Hamilton et Carl Jacobi.
En 1815, Poisson mena des intégrations le long des chemins d’un plan complexe. En 1831, indépendamment d'Henri Navier, il dériva les équations de Navier-Stokes.

### Traités
En plus de ses mémoires, Poisson publia plusieurs traités, dont la plupart devaient former une partie d’une grande œuvre sur la physique mathématique mais il ne vécut pas pour la finir. Parmi ceux-ci mentionnons :
- Nouvelle théorie de l'action capillaire (4 t., 1831)[11] ;
- Théorie mathématique de la chaleur (4 t., 1835) ;
- Supplément au même (4 to, Bachelier, 1837)[12] ;
- Recherches sur la probabilité des jugements en matières criminelles et matière civile (4to, 1837), tous publiés à Paris ;
- Traité de Mécanique (2 vol., 1811 et 1833)[13] ;
- Formules relatives aux effets du tir d'un canon sur les différentes parties de son affût (1838)[14].

## Décoration
- Chevalier de la Légion d'honneur, en 1814,
- Officier de la Légion d'honneur, en 1824,
- Commandeur de la Légion d'honneur en 1837[15].

## Hommages
Son nom est inscrit sur la tour Eiffel.
Une fédération en mathématiques et physique théorique porte son nom, ainsi qu'un collège de la ville de Pithiviers.
La rue Denis-Poisson à Paris 17e lui rend hommage depuis 1864.
En 1935, l'Union astronomique internationale a donné le nom de Poisson à un cratère lunaire. L'astéroïde (12874) Poisson porte également son nom.
Une exposition intitulée « Siméon-Denis Poisson, les mathématiques au service de la science » a eu lieu en 2014 à l'université Pierre-et-Marie-Curie (Paris).

#### Bases de données et dictionnaires
- Ressources relatives à la recherche :   - La France savante
  - Isidore
  - Mathematics Genealogy Project
- Ressource relative à l'astronomie :   - Biographical Encyclopedia of Astronomers
- Ressource relative à la vie publique :   - base Léonore
- Notices dans des dictionnaires ou encyclopédies généralistes :   - Britannica
  - Brockhaus
  - Den Store Danske Encyklopædi
  - Deutsche Biographie
  - Enciclopedia italiana
  - Enciclopedia De Agostini
  - Gran Enciclopèdia Catalana
  - Hrvatska Enciklopedija
  - Internetowa encyklopedia PWN
  - Larousse
  - Nationalencyklopedin
  - Proleksis enciklopedija
  - Store norske leksikon
  - Treccani
  - Universalis
  - Visuotinė lietuvių enciklopedija
- Notices d'autorité :   - VIAF
  - ISNI
  - BnF (données)
  - IdRef
  - LCCN
  - GND
  - Italie
  - CiNii
  - Espagne
  - Belgique
  - Pays-Bas
  - Pologne
  - Israël
  - NUKAT
  - Australie
  - Norvège
  - Tchéquie
  - Portugal